# Alexandra Masson

Alexandra Masson, 2021

Alexandra Masson (* 2. Juli 1971 in Nizza) ist eine französische Politikerin des Rassemblement National und Rechtsanwältin.

## Werdegang
Masson wuchs in Nizza als Tochter der französischen Psychologin und Politikerin Hélène Masson-Maret auf. Bis zum Alter von acht Jahren lebte sie auf Korsika, bevor sie in Vence und Grasse zur Schule ging und ab dem Jahr 1989 privates und öffentliches Immobilienrecht an der Universität Nizza Sophia-Antipolis studierte. Nach einem Bachelor- und einem Masterabschluss verteidigte sie 2002 ihre Doktorarbeit im Immobilienrecht und trat der Anwaltskammer von Nizza bei.
Aufgrund des politischen Engagements ihrer Familienmitglieder im Département Alpes-Maritimes und auf Korsika kam Masson früh mit politischem Engagement in Kontakt und engagierte sich ab 1989 in der Jugendorganisation des Rassemblement pour la République, später und bis ins Jahr 2015 bei der Jugendorganisation der Union pour un mouvement populaire. Bei den Kommunalwahlen 1995 in Nizza kandidierte sie auf der Liste von Rassemblement pour la République / Rassemblement pour la République.
Bei den Parlamentswahlen 2022 kandidierte Masson für den Rassemblement National im vierten Wahlkreis der Alpes-Maritimes und wurde gegen die bisherige Abgeordnete Alexandra Valetta-Ardisson der Partei La République En Marche ! als Abgeordnete in die Nationalversammlung gewählt, nachdem sie im zweiten Wahlgang 56,20 % der Stimmen erhalten hatte. Sie sitzt in der Fraktion des Rassemblement National und ist Mitglied des Ausschusses für nachhaltige Entwicklung und Raumordnung der Nationalversammlung. Bei der Parlamentswahl im Jahr 2024 ward sie im ersten Wahlgang mit 56,27 % der Stimmen wiedergewählt.
Im Rahmen der Umstrukturierung der Verbände des Rassemblement National wurde Masson im Jahr 2024 von Jordan Bardella als Departementsdelegierte der Alpes-Maritimes ernannt.

## Privates
Masson war mit dem französischen Politiker Olivier Bettati verheiratet. Aus der Ehe gingen zwei Töchter hervor.

## Weblink
https://alexandramasson.fr von Alexandra Masson